# Reprezentacja Tunezji U-17 w piłce nożnej mężczyzn
Reprezentacja Tunezji U-17 w piłce nożnej jest juniorską reprezentacją Tunezji zgłaszaną przez FTF. Mogą w niej występować wyłącznie zawodnicy posiadający obywatelstwo tunezyjskie, urodzeni w Tunezji lub legitymujący się tunezyjskim pochodzeniem i którzy w momencie przeprowadzania imprezy docelowej (finałów Mistrzostw Afryki lub Mistrzostw Świata) nie przekroczyli 17. roku życia.

## Sukcesy
- Mistrzostwa Afryki U-17
  - 3. miejsce (1 raz): 2013

## Występy w mistrzostwach świata
- 1985: Nie brała udziału
- 1987: Nie zakwalifikowała się
- 1989: Nie zakwalifikowała się
- 1991: Nie zakwalifikowała się
- 1993: Faza grupowa
- 1995: Nie zakwalifikowała się
- 1997: Nie zakwalifikowała się
- 1999: Nie zakwalifikowała się
- 2001: Nie zakwalifikowała się
- 2003: Nie zakwalifikowała się
- 2005: Nie zakwalifikowała się
- 2007: 1/8 finału
- 2009: Nie zakwalifikowała się
- 2011: Nie zakwalifikowała się
- 2013: 1/8 finału
- 2015: Nie zakwalifikowała się
- 2017: Nie zakwalifikowała się
- 2019: Nie zakwalifikowała się

## Występy w mistrzostwach Afryki
- 1995: Faza grupowa
- 1997: Nie brała udziału
- 1999: Nie zakwalifikowała się
- 2001: Nie zakwalifikowała się
- 2003: Nie zakwalifikowała się
- 2005: Nie zakwalifikowała się
- 2007: 4. miejsce
- 2009: Nie zakwalifikowała się
- 2011: Nie zakwalifikowała się
- 2013: 3. miejsce
- 2015: Nie zakwalifikowała się
- 2017: Nie zakwalifikowała się
- 2019: Nie zakwalifikowała się